# Белов, Евтихий Емельянович
Евтихий Емельянович Белов (24 августа [6 сентября] 1901, село Чуровичи, Черниговская губерния — 18 июня 1966, Киев) — советский военный деятель, генерал-лейтенант танковых войск (2 августа 1944 года). Герой Советского Союза (29 мая 1945 года).

## Начальная биография
Евтихий Емельянович Белов родился 24 августа (6 сентября) 1901 года в селе Чуровичи (ныне — Климовского района Брянской области) в крестьянской семье.

## Военная служба

### Гражданская война
В январе 1920 года был призван в ряды РККА и направлен красноармейцем в Елизаветградский караульный батальон в Николаевской губернии. В марте 1920 года был назначен на должность командира отделения и старшины команды (9-я ремонтная комиссия, Юго-Западный фронт).
В июле 1920 года Белов направлен на учёбу в 52-е Кременчугские пехотные командные курсы.

### Межвоенное время
После окончания курсов в марте 1922 года был назначен на должность командира взвода 75-го стрелкового полка (25-я стрелковая дивизия, Украинский военный округ). С октября 1923 года служил в 7-й стрелковой дивизии на должностях помощника командира и командира роты, командира батальона 21-го стрелкового полка.
В 1925 году вступил в ряды ВКП(б).
В апреле 1931 года Белов был назначен на должность помощника командира по строевой части 19-го стрелкового полка, а в сентябре 1932 года — на должность командира танкового батальона 133-й механизированной бригады.
В 1932 году закончил бронетанковые курсы усовершенствования командного состава, а в 1934 году — заочно Военную академию имени М. В. Фрунзе.
В апреле 1937 года Евтихий Емельянович Белов был прикомандирован к Разведывательному управлению РККА, а в июне 1938 года уволен в запас. В июне 1939 года вновь призван в ряды РККА и назначен на должность старшего преподавателя мотомеханизированного дела в Ульяновском военном училище связи, в июле 1940 года — на должность командира 282-го стрелкового полка (13-я стрелковая дивизия), а в ноябре 1940 года — на должность командира 14-го танкового полка (17-я танковая дивизия, 6-й механизированный корпус, Западный особый военный округ).

### Великая Отечественная война
В начале войны Белов находился на прежней должности в составе Западного фронта. Принимал участие в приграничном сражении, в ходе которого 24 и 25 июня 1941 года принимал участие в контрударе по 3-й танковой группе противника на белостокско-гродненском направлении, а затем в оборонительных боях в районах Гродно, Лида и Новогрудок.
В сентябре 1941 года Евтихий Емельянович Белов был назначен на должность командира 23-й танковой бригады (49-я армия, Западный фронт), которая за успешные боевые действия была награждена орденом Красного Знамени.
В июле 1942 года был назначен на должность заместителя командующего по танковым войскам 20-й армии (Западный фронт), находясь на которой, принимал участие в ходе Ржевско-Сычевской наступательной операции, а затем при обороне армии ржевско-вяземского оборонительного рубежа.
В январе 1943 года был назначен на должность заместителя командующего 3-й танковой армией, принимавшей участие в ходе в Острогожско-Россошанской и Харьковской наступательной и Харьковской оборонительной операциях.
В мае 1943 года был назначен на должность заместителя командующего 57-й армией, в июле — на должность заместителя командующего 4-й танковой армией, а в марте 1944 года — на должность командира 10-го гвардейского Уральского Добровольческого танкового корпуса, который принимал участие в ходе в Проскуровско-Черновицкой и Львовско-Сандомирской наступательных операциях, а также в освобождении городов Каменец-Подольский и Львов, за что корпусу было присвоено почётное наименование «Львовский».
В октябре 1944 года был назначен на должность заместителя командующего 4-й танковой армией, а в феврале 1945 года — вновь на должность командира 10-го гвардейского добровольческого танкового корпуса, принимавшего участие в ходе Сандомирско-Силезской, Нижнесилезской, Верхнесилезской, Берлинской и Пражской наступательных операциях. Корпус под командованием Белова отличился при форсировании рек Нейсе и Шпре, уничтожении котбуской группировки противника и в боевых действиях за Потсдам и Берлин, а 9 мая 1945 года первым вошел в Прагу. За отличия 10-й гвардейский танковый корпус был награждён орденами Красного Знамени, Суворова 2 степени и Кутузова 2 степени.
Указом Президиума Верховного Совета СССР от 29 мая 1945 года за мужество и героизм, проявленные в боях за Берлин и умелое командование танковым корпусом гвардии генерал-лейтенанту танковых войск Евтихию Емельяновичу Белову присвоено звание Героя Советского Союза с вручением ордена Ленина и медали «Золотая Звезда» (№ 2389).

### Послевоенная карьера
После окончания войны Белов продолжил командовать корпусом, в конце июня 1945 года преобразованным в 10-ю гвардейскую танковую дивизию.
В мае 1946 года был направлен на учёбу на высшие академические курсы при Высшей военной академии имени К. Е. Ворошилова, по окончании которых в марте 1947 года был назначен на должность командующего бронетанковыми и механизированными войсками Киевского военного округа, в мае 1948 года — на должность командующего 1-й гвардейской механизированной армией, в ноябре 1950 года — на должность командующего бронетанковыми и механизированными войсками Группы советских войск в Германии, в июне 1953 года — вновь на должность командующего бронетанковыми и механизированными войсками Киевского военного округа, а в феврале 1954 года — на должность помощника командующего войсками Киевского военного округа по танковому вооружению.
Генерал-лейтенант танковых войск Евтихий Емельянович Белов в ноябре 1956 года вышел в запас. Умер 18 июня 1966 года в Киеве.

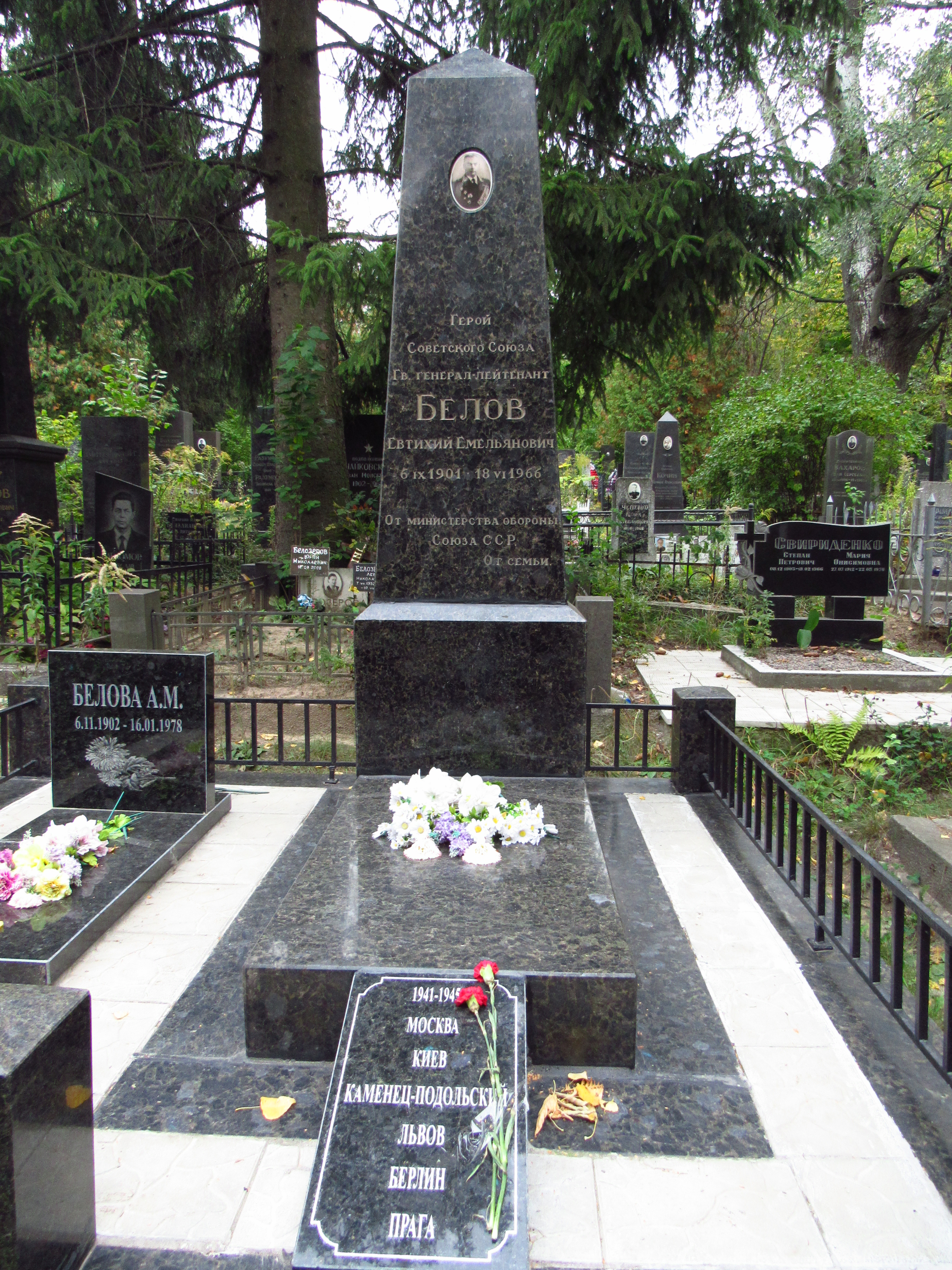
Могила Е.Е. Белова

Похоронен на Байковом кладбище.

## Воинские звания
- Генерал-майор танковых войск (7 февраля 1943 года);
- Генерал-лейтенант танковых войск (2 августа 1944 года).

## Награды
- Медаль «Золотая Звезда»;
- Два ордена Ленина;
- Четыре ордена Красного Знамени;
- Два ордена Суворова 2 степени;
- Орден Богдана Хмельницкого 2 степени;
- Орден Отечественной войны 1 степени;
- Орден Красной Звезды;
- медали.
- Иностранные ордена и медали.

## Память
В честь генерал-лейтенант Евтихия Емельянович Белова названа улица в селе Чуровичи.

## Сочинения
- Белов Е. Е. Сыны Отчизны..